# Carl Siegmund von Aufseß
Carl Siegmund Graf und Herr von Aufseß (* 3. Oktober 1684 in Neunburg vorm Wald; † 15. September 1745 ebenda) war letzter Graf dieser gräflichen Linie und liegt in Neunburg vorm Wald begraben.

## Leben
Nach Biedermann war er unter anderem Herr der Herrschaften Winklarn (Oberpfalz), Schönsee, Frauenstein und Reichenstein. Er war kurbayerischer Kammerherr und Landrichter in Neunburg vorm Wald sowie kurpfälzischer Kammerherr und Landeshauptmann in Neunburg vorm Wald. Außerdem war er Erbschenk des Hochstifts Bamberg.

## Familie
In erster Ehe war er verheiratet mit Franziska Maria Sophia Amalia Freiin von Guttenberg (* 26. Mai 1694; † 2. September 1737), einer Tochter von Johann Erhard Christoph Freiherr von Guttenberg und seiner Frau Anna Maria Freiin Fuchs von Dornheim. Sie heirateten am 21. November 1711 in Würzburg. Aus dieser Ehe gingen 2 Söhne und 3 Töchter hervor, die alle jung starben und in Neunburg vorm Wald begraben wurden.
1740 heiratete er in Neunburg vorm Wald Eva Sophia Freiin von Murach, die Tochter von Christoph Gottfried Freiherr von und zu Murach und Maria Cordula von Leuprechtin. Christoph Gottfried war Pfleger auf Obermurach. Eva Sophia war Stiftsdame am 'kaiserlich freien Reichsstift Obermünster in Regensburg und überlebte ihren Mann Carl Siegmund.